# 申洲國際
申洲国际是一家服装制造商，拥有约97,000名员工以及超过250,000公吨面料和550,000,000件服装的年生产力。申洲为耐克、优衣库、阿迪达斯、彪马、露露乐檬等知名品牌量产运动、休闲运动、以及休闲服装。
申洲的主要生产基地位于中国宁波和安庆、柬埔寨金边、以及越南胡志明市和西宁。这些基地所生产的服装广泛分布于亚洲、欧洲、南北美洲以及世界其他区域。

## 連結
- ShenzhouIntl.com （页面存档备份，存于）